# فوکر دی.۶
فوکر دی.۶ (انگلیسی: Fokker D.VI) یک هواپیمای ساخت فوکر است .  